# Scorpaena russula
Scorpaena russula е вид лъчеперка от семейство Scorpaenidae. Видът не е застрашен от изчезване.

## Разпространение и местообитание
Разпространен е в Гватемала, Еквадор, Колумбия, Коста Рика, Мексико, Никарагуа, Панама, Перу, Салвадор и Хондурас.
Среща се на дълбочина от 10 до 247 m, при температура на водата от 16,6 до 23,6 °C и соленост 34,6 – 34,8 ‰.

## Описание
На дължина достигат до 15 cm.